# Raise a Flag
「Raise a Flag」（レイズ・ア・フラッグ）は、NoGoDのメジャー2枚目のシングル。2011年4月6日にキングレコードからリリースされた。

## 概要
2011年リリースのNoGoDのメジャー2ndシングル。カップリング曲は「水中花」が共通で、Type Aに「啓発フラストレス」、Type Bに「PAIN」が収録された。
新しい環境や自分の選んだ道に不安を抱く人たちへ贈るポジティブなメッセージソングで、キャッチーかつポップなメロディラインの楽曲に仕上がっているが、のちに2ndアルバム『現実』に収録された際、「リリース時にはポップと言われたものの、アルバムのパーツとして聴くとハードロックな曲調に聴こえてくる」とヴォーカルの団長は自評している。

## 収録曲

### Type A
| 全作詞・作曲: NoGoD。 |                      |       |            |      |
| #                     | タイトル             | 作詞  | 作曲・編曲 | 時間 |
| 1.                    | 「Raise a Flag」     | NoGoD | NoGoD      | 4:03 |
| 2.                    | 「水中花」           | NoGoD | NoGoD      | 4:12 |
| 3.                    | 「啓発フラストレス」 | NoGoD | NoGoD      | 4:55 |

### Type B
| 全作詞・作曲: NoGoD。 |                  |       |            |      |
| #                     | タイトル         | 作詞  | 作曲・編曲 | 時間 |
| 1.                    | 「Raise a Flag」 | NoGoD | NoGoD      | 4:03 |
| 2.                    | 「水中花」       | NoGoD | NoGoD      | 4:12 |
| 3.                    | 「PAIN」         | NoGoD | NoGoD      | 3:44 |